# ヒズ・マジェスティーズ劇場 (ロンドン)
ヒズ・マジェスティーズ劇場（His Majesty's Theatre）は、イギリス・ロンドンのシティ・オブ・ウェストミンスター、ヘイマーケットに位置する歴史的劇場。1986年9月27日以来、『オペラ座の怪人』が上演されている。

## 歴史
劇場は1705年に開場。当時は女王劇場(Queen's Theatre)という名前だった。ジョン・ヴァンブラとウィリアム・コングリーヴによる劇場のこけら落としはイタリア語の牧歌劇『エルガストの愛』だったが失敗に終わった。1711年にヘンデルがロンドン・デビュー作のオペラ『リナルド』をこの劇場で上演し、大成功をおさめた。1714年にアン女王が死去してジョージ1世が即位すると国王劇場(King's Thatre)に名前が変わった。
1720年には隣にヘイマーケット小劇場（現在のシアター・ロイヤル・ヘイマーケット）がオープンした。「ヘイマーケット劇場」というとこちらを指す可能性もあるので注意が必要である。
1720年には貴族たちによってオペラ興業のための会社「ロイヤル・アカデミー・オブ・ミュージック」が設立され、国王劇場でイタリア・オペラを毎年上演した。同年ヘンデルの『ラダミスト』が初演され、熱狂を呼び起こした。アカデミーはヘンデルのほかにボノンチーニやアッティーリオ・アリオスティのオペラを上演した。アカデミーの倒産後も貴族オペラによってポルポラが、ミドルセックス卿によってガルッピやグルックらがロンドンに呼ばれてこの劇場でオペラを上演した。
1762年にはヨハン・クリスティアン・バッハがこの劇場でデビューし、翌年『オリオン（オリオーネ）』を初演して成功している。
1791年にハイドンがロンドンに招かれ、ザーロモンの演奏会（ハノーヴァー・スクエア・ルームズで上演）のための交響曲（第1期ロンドン交響曲）と、ジョヴァンニ・ガッリーニ(en)一座が国王劇場で上演するためのオペラ『哲学者の魂』を作曲した。交響曲は実際に演奏されたが、オペラの方は当時の国王派と王子派の対立に巻き込まれて上演することができなかった。
1789年6月17日に全焼したが、1792年に再建された。ナポレオン戦争で大陸のオペラ歌手を招くことができなくなったため、ザーロモンは1795年にイギリスにいた音楽家の大同団結をはかってオペラ・コンサートをはじめ、ふたたびロンドンを訪れていたハイドンやクレメンティも参加した。ここでハイドンは交響曲102・103・104番を初演している。
1830年代にはメンデルスゾーンが指揮者・作曲家として活躍し、『フィンガルの洞窟』や交響曲第4番が初演された。
1837年にヴィクトリア女王が即位すると、ハー・マジェスティーズ劇場と呼ばれるようになった（"Her Majesty"は「女王陛下｣の意）。1837年から1847年にかけて「イタリアン・オペラ・ハウス」とも呼ばれたが、1847年以降この名称はコヴェント・ガーデン劇場に対して使われるようになった。
1867年にまたしても火災で全焼し、再建された後もしばらくはかつての繁栄を取り戻すことはできなかった。1897年にチャールズ・J・フィップスが現在の建物を設計し、ここで1916年に初演されたミュージカル『Chu Chin Chow』（『アリババと40人の盗賊』を元にしたコメディ）は2238回上演される大ヒットとなった。
ヴィクトリア女王没後の1901年にヒズ・マジェスティーズ劇場に変更されたが、1952年のエリザベス2世の即位後はハー・マジェスティーズ劇場に戻された。
18世紀から19世紀にかけてはバレエやオペラなどが上演されていたが、20世紀に入るとミュージカルの上演が多くなった。現在上演されている『オペラ座の怪人』は1986年10月6日に世界初演され、その年のローレンス・オリヴィエ賞で新作ミュージカル作品賞を受賞した。
1975年、ハー・マジェスティーズ劇場はストール・モスの所有になった。2000年、ハー・マジェスティーズ劇場を含むストール・モスの諸劇場はアンドリュー・ロイド・ウェッバーに売却された（現在のLW Theatres）。2023年5月6日、国王チャールズ3世の即位に伴って劇場の名前は再びヒズ・マジェスティーズ劇場に戻された。